# Jadranka Bonačić
Jadranka Bonačić-Stipčević hrvatska je rukometašica. Igrala je za jugoslavensku reprezentaciju.
Igrala je za splitsku Nadu sa sestrom blizankom Željkom Bonačić Kovač.[nedostaje izvor]